# 重氮萘醌
重氮萘醌（英語：diazonaphthoquinone）是萘醌的重氮衍生物。 一旦曝光，它将经历沃尔夫重排反应以形成烯酮。在半导体行业中，各种重氮萘醌的衍生物可被用作光刻胶的感光劑。
在半导体制造的過程中，重氮萘醌的磺酸酯通常會用作光刻胶材料中的正性感光劑。在这种应用中，重氮萘醌會與酚醛树脂混合，以作为溶解抑制剂。在曝光的过程中，部分光刻胶膜會暴露在光线下，而其他部分則不會。在未曝光的區域裡，含有重氮萘醌的光刻胶膜仍然會不溶于水基顯影液中。 而在曝光的區域裡，重氮萘醌會形成烯酮，由此再与环境中的水形成可溶於鹼的茚並羧酸。光刻胶膜中已曝光的區域因而可溶于鹼性溶劑，從而將光刻膠層中的圖形顯現出來。